# 膝関節筋
膝関節筋（しつかんせつきん、英語: articularis muscle of knee）は人間の大腿骨の筋肉で関節包を上方に引く作用をもつ。
大腿骨下部前面から起こり、膝関節包に停止する。